# Sidonie de la Houssaye
Sidonie de la Houssaye, nombre de soltera Hélène Perret, alias Louise Raymond (n. Edgar; 17 de agosto de 1820 - f. 18 de febrero de 1894) escritora francófona de Luisiana.

## Biografía
Hija de los criollos franceses Françoise Pain y Ursin Perret, recibió una educación bilingüe en inglés y francés en St. John the Baptist Parish. Con 13 años se casó con Alexandre Pelletier de la Houssaye con quien tuvo ocho hijos y una hija.
Tras la muerte de su marido en la Guerra Civil, empezó a trabajar como maestra en Franklin (Luisiana).

## Obra
- Contes d'une grand-mère louisianaise
- Pouponne et Balthazar, 1888
- Les Quarteronnes de La Nouvelle Orléans.(tetralogía póstuma publicada a partir de 1895 en Le Méchacébé)

Gina la quarteronne
Dahlia la quarteronne
Octavia la quarteronne
Violetta la quarteronne